# Montes bocineros
Se denominan montes bocineros (en euskera Deiadar-mendiak o mendi turuteroak) a cinco cumbres de Vizcaya, en el País Vasco, España, desde las cuales se convocaba a Juntas Generales del Señorío de Vizcaya mediante señales sonoras y luminosas.

## Los montes
Estos montes, repartidos estratégicamente por el territorio, son:
- Kolitza, de 879 metros de altitud en la comarca de Las Encartaciones.

- Ganekogorta, de 998 metros de altitud sobre Bilbao.

- Gorbea, de 1.481 metros de altitud sobre la comarca de Arratia-Nervión, en el límite con Álava.

- Oiz, de 1.026 metros de altitud sobre el Duranguesado, Lea Artibai y Urdaibai.

- Sollube, de 686 metros de altitud sobre Bermeo, Urdaibai y el Valle de Asúa.

Desde estas cimas, visibles desde todo el territorio, se realizaban señales sonoras con bocinas, hechas de cuernos y otros materiales, y luminosas con grandes hogueras, que se mantenían hasta una vez que había amanecido, convocando a los apoderados de las Juntas Generales de Vizcaya. Esta forma de convocatoria se realizaba desde la Edad Media.

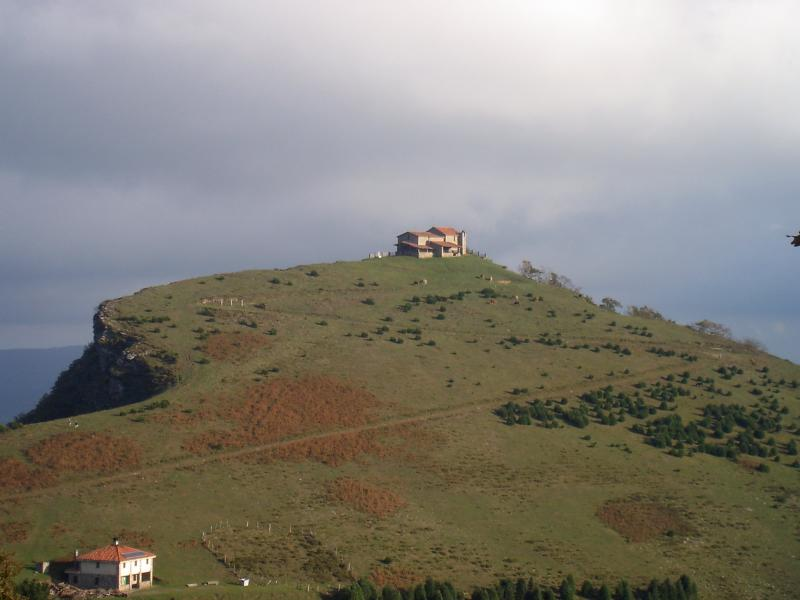
Coliza.
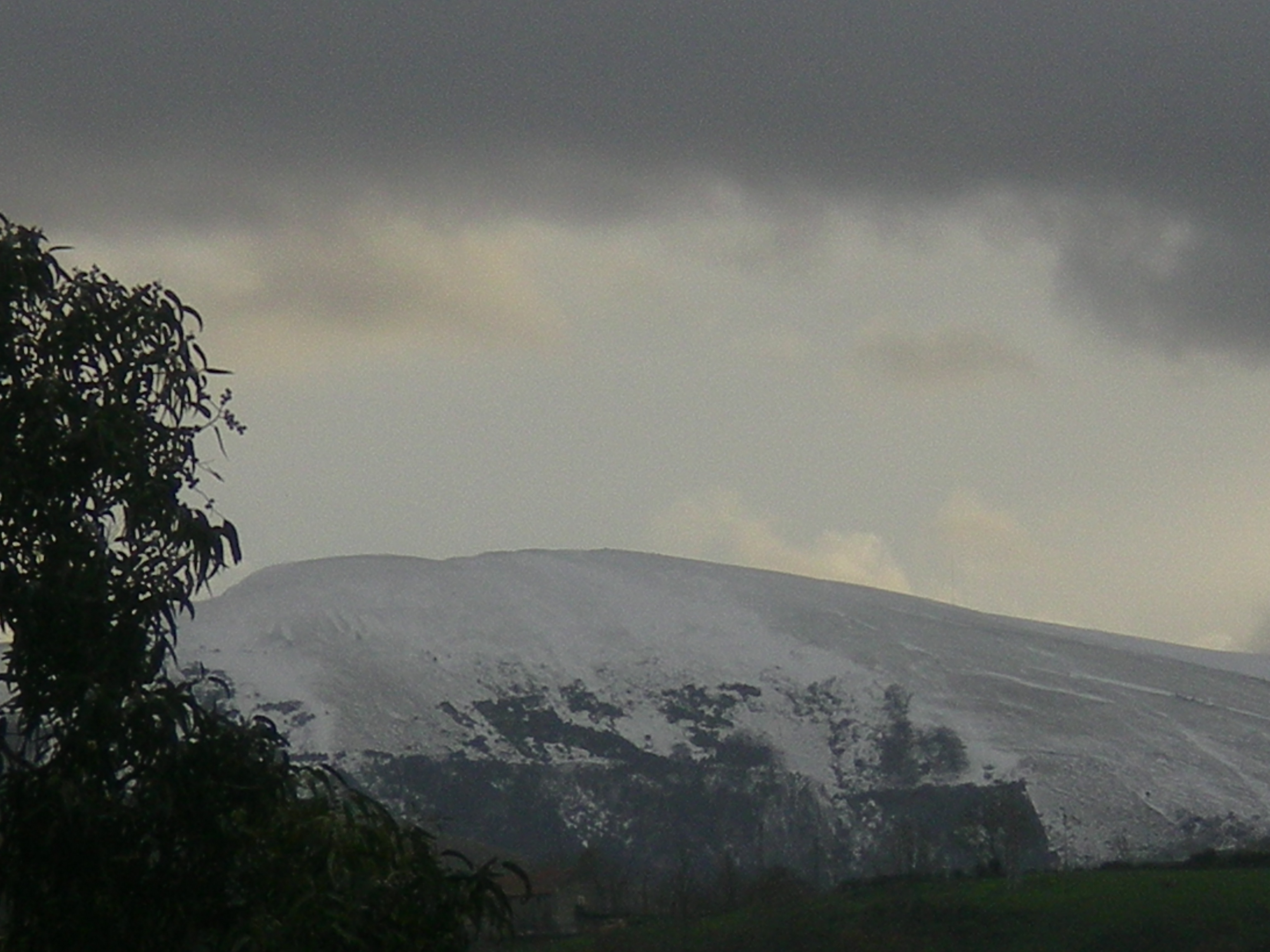
Ganekogorta.
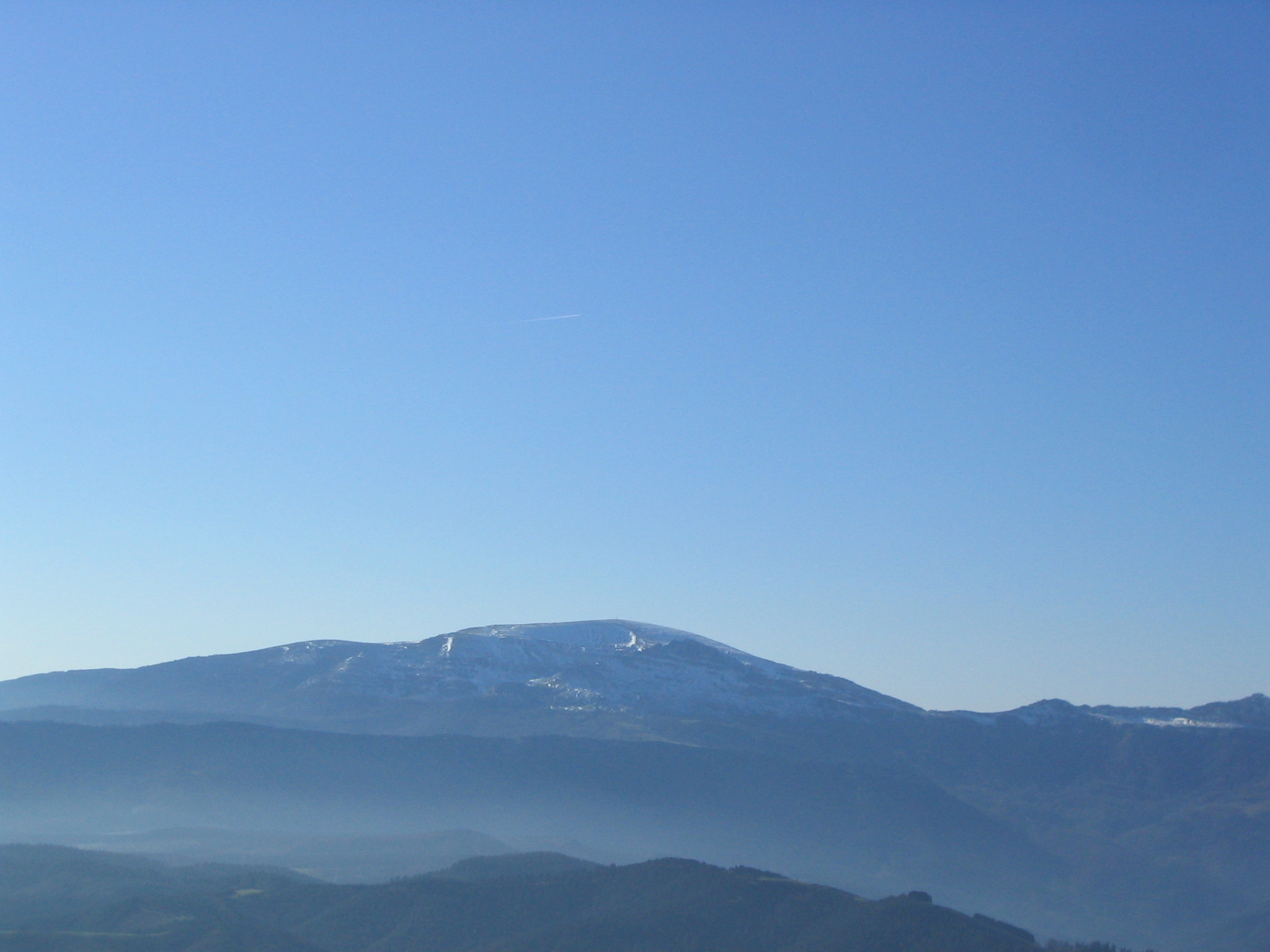
Gorbea.
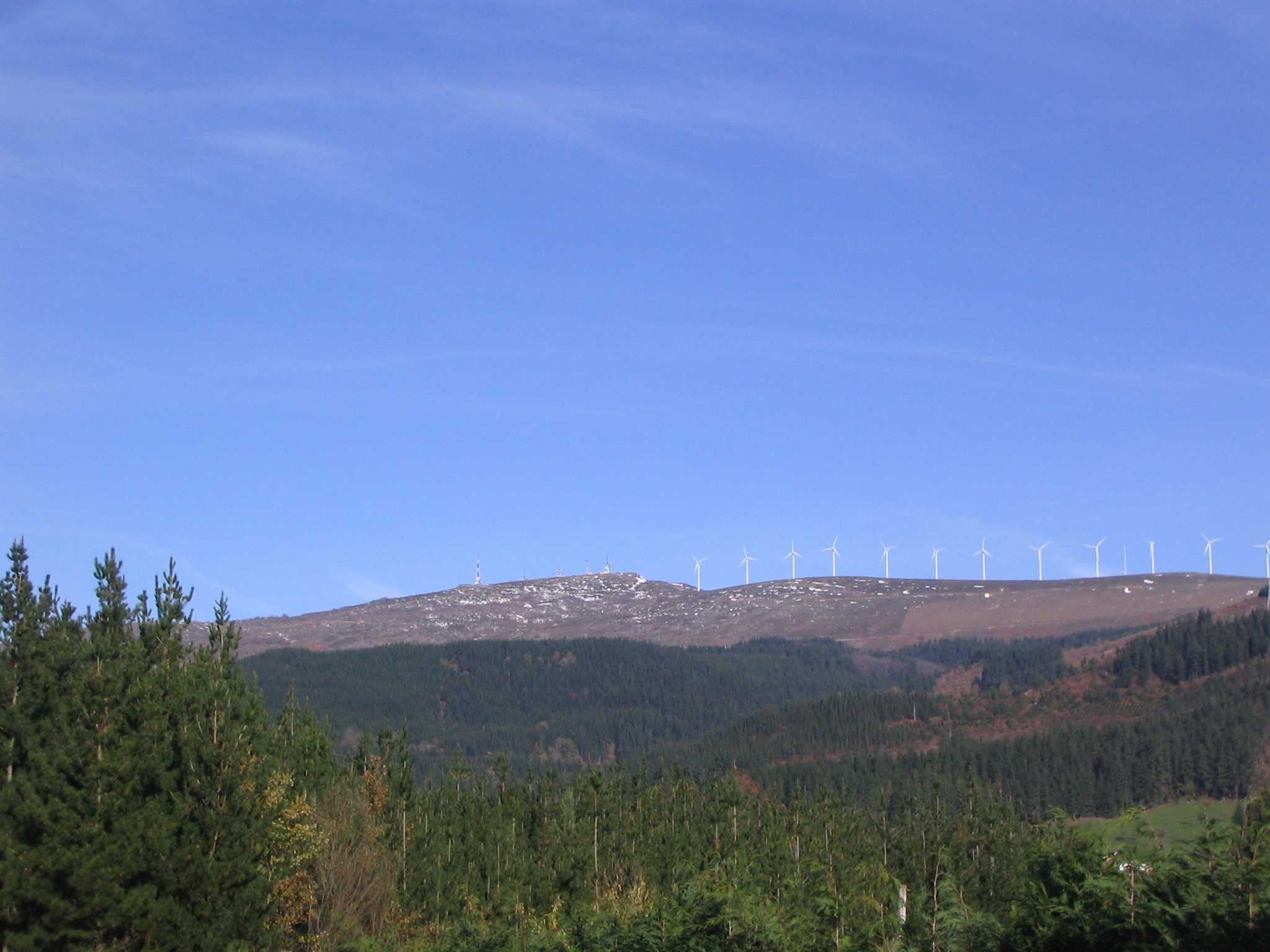
Oiz.
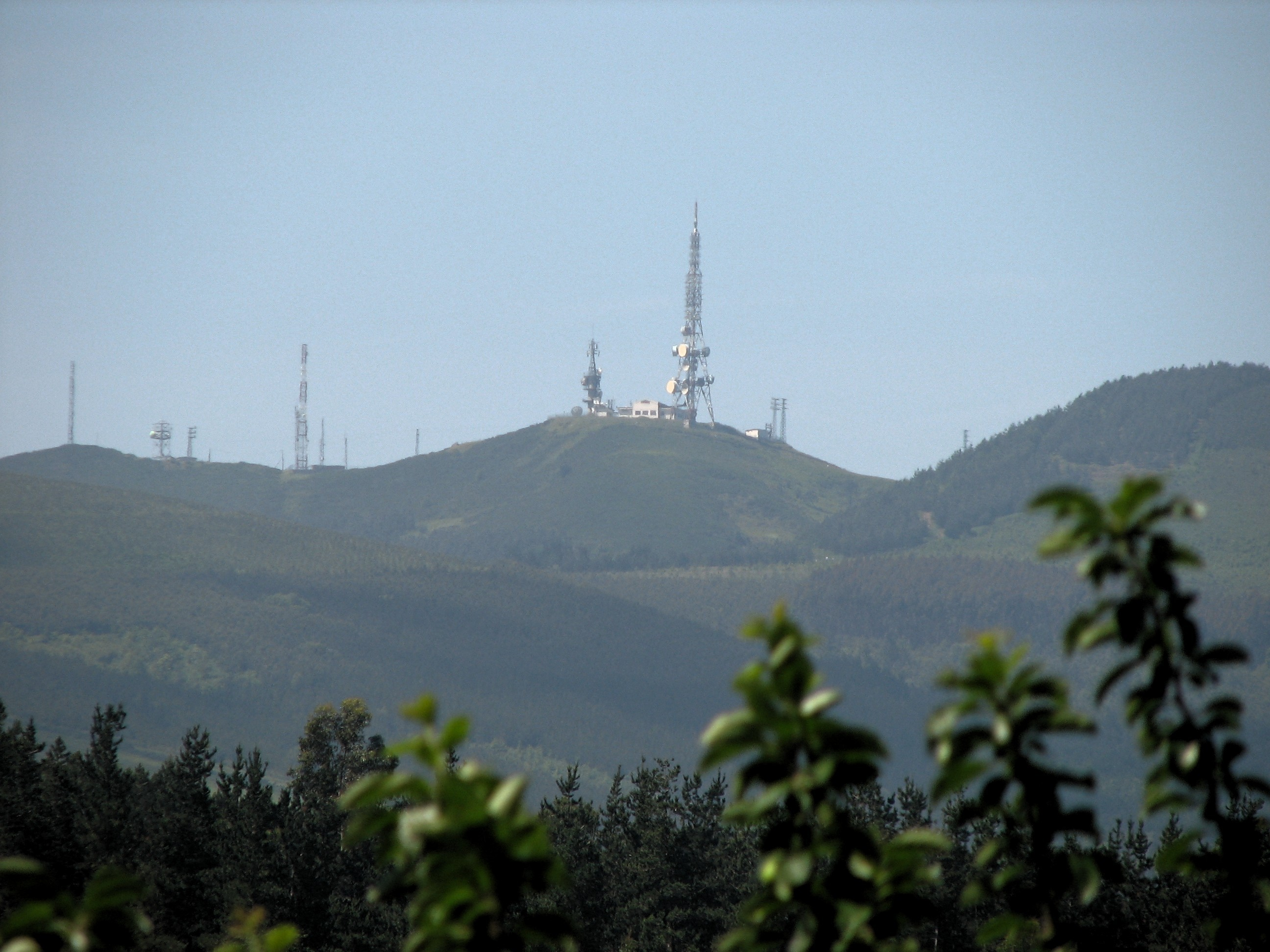
Sollube.

### Las Juntas del Señorío
El Señorío de Vizcaya estaba formado por tres territorios básicos, los cuales se fueron incorporando en el transcurso del tiempo. Todos ellos gozaban de sus instituciones y sus Juntas. Las antiguas Juntas las formaban:
- La Tierra Llana, representada por las 72 anteiglesias agrupadas en seis merindades con voto individual por cada anteiglesia.
- Las Encartaciones, con gobierno en la Junta de Avellaneda y con fuero propio, eran representadas por un síndico elegido por la Junta de Avellaneda hasta 1804.
- Merindad de Durango, con sus Juntas que se reunían en la Campa Foral de Guerediaga, frente a la ermita de San Salvador y San Clemente de Abadiano, con Fuero propio hasta 1876.
- Las 14 villas: Valmaseda, Bermeo, Bilbao, Durango, Ermua, Guernica, Lanestosa, Lequeitio, Marquina, Ondárroa, Ochandiano, Portugalete, Plencia, Munguía, Villaro, Rigoitia, Larrabezúa, Guerricaiz, Miravalles y Elorrio.
- La ciudad de Orduña.

La Tierra Llana, que obedecía (y obedece) al Derecho Civil Foral y era la parte rural del territorio descendiente directo de la organización feudal, y las villas y ciudades. La Tierra Llana estaba formada por las anteiglesias que se agrupaban en merindades, mientras que las villas y ciudades (en Vizcaya solamente hay una población que tiene el título de ciudad, Orduña) atendían a su fuero propio, al derecho común, que le había sido otorgado por el rey.
Eran competencia de las Juntas Generales las siguientes:
- Elaboración de ordenanzas y reglamentos.
- Tomar juramento al Señor de Vizcaya y salvaguardar la integridad foral a través de los mecanismos dispuestos por el Pase Foral.
- Elección de diferentes funcionarios y representantes, diputados, regidores, síndicos...
- Ordenar la actividad económica.
- Consentir la prestación del servicio militar.

## Día de los Montes Bocineros
En el año 2004 las Juntas Generales de Vizcaya institucionalizaron el "Día de los Montes Bocineros" coincidiendo con el vigésimo quinto aniversario de su restitución. La intención inicial era rememorar la costumbre y el uso de convocar a Juntas mediante el toque simultáneo de bocinas en los cinco montes a la vez. La fecha elegida fue el 8 de mayo. La intención era recordar y hacer partícipe a la ciudadanía de la práctica histórica y del propio hecho histórico del Señorío de Vizcaya.
La celebración consiste en subir cada año las autoridades a uno de estos montes; se realiza también una marcha popular convocando a los ciudadanos y a sus familias.